# Бугровая
Бугровая — упразднённая деревня в Тюкалинском районе Омской области. Входила в состав Новокошкульского сельского поселения. Исключена из учётных данных в 2008 г.

## География
Располагалась у озера Родино, в 5 км к северо-востоку от города Тюкалинск.

## История
Основана в 1890 г. В 1928 году состояла из 105 хозяйств. В административном отношении входила в состав Выселко-Тюкалинского сельсовета Тюкалинского района Омского округа Сибирского края.

## Население
По переписи 1926 г. в деревне проживало 587 человек (288 мужчин и 299 женщин), основное население — русские.
Согласно результатам переписи 2002 года в деревне проживал 1 человек, русский.